# Emilio Moran
Emilio Frederico Moran, mais conhecido por Emilio Moran, nasceu em Cuba em 1946. É professor de antropologia, geografia e ciências ambientais na Universidade Estadual de Michigan. Publicou diversos artigos científicos e livros sobre Ecologia humana, adaptabilidade humana, população e meio ambiente, desmatamento e questões sobre a Amazônia.

## Obras
- Food, Development, and Man in the Tropics, Emilio F. Moran, Mouton, 1975
- Pioneer farmers of the Transamazon highway: adaptation and agricultural production in the lowland tropics, Emilio F. Moran, University of Florida, 1976, 690 páginas
- Transforming Societies, Transforming Anthropology, Linking Levels of Analysis, Emilio F. Morán, Emilio F. Morán, University of Michigan Press, 1996,ISBN 0472105744, 9780472105748, 361 páginas
- Through Amazonian Eyes: The Human Ecology of Amazonian Populations, Emilio F. Moran, University of Iowa Press, 1993, ISBN 0877454183, 9780877454182, 252 páginas
- Environmental Social Science: Human - Environment interactions and Sustainability, Emilio Moran, John Wiley & Sons, 2010, ISBN 1405105739, 9781405105736, 232 páginas